# David Klug

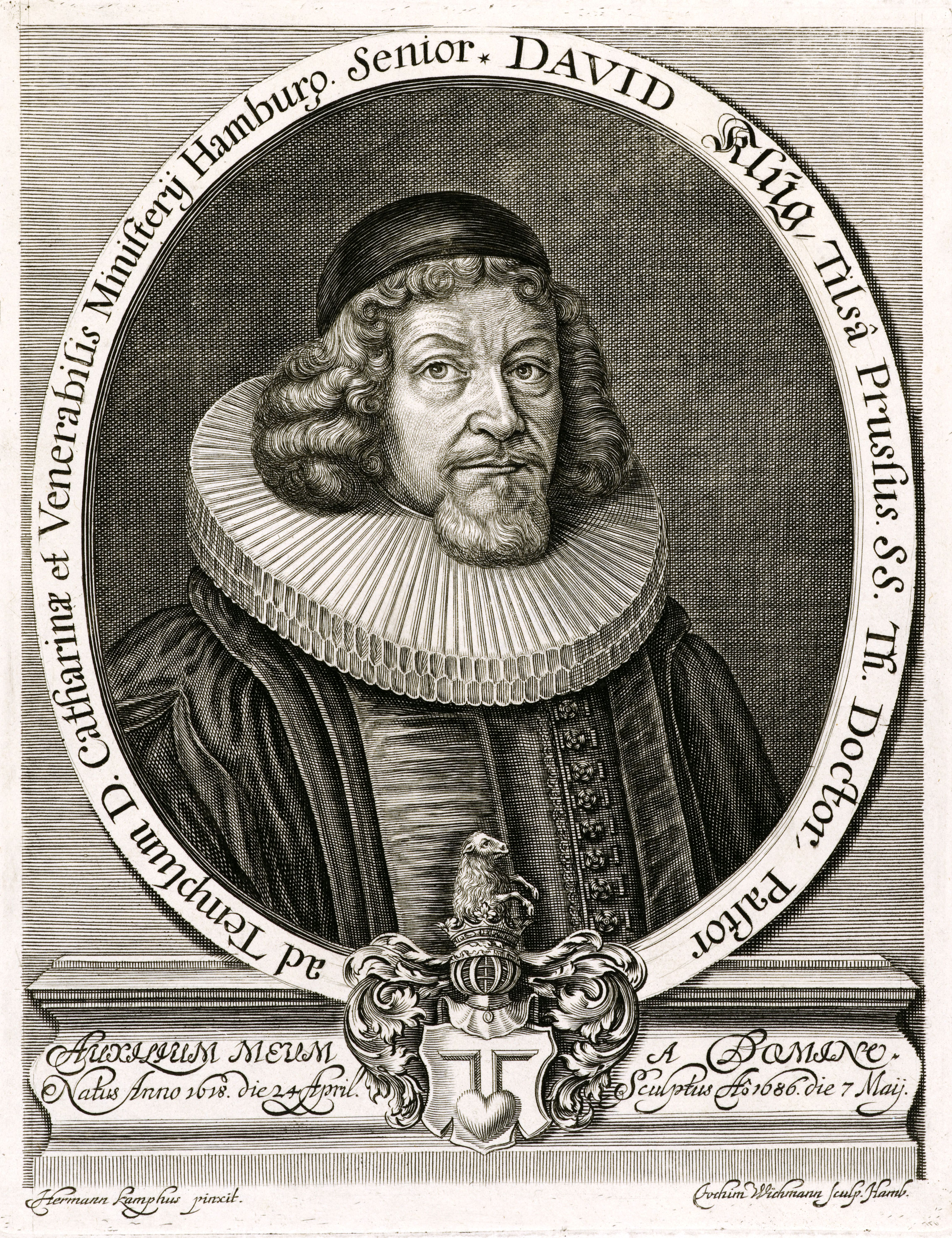
Kupferstich von Joachim Wichmann

David Klug (auch: Kluge, Klugius; * 24. April 1618 in Tilsit; † 24. April 1688 in Hamburg) war ein deutscher lutherischer Theologe.

## Leben
Klug studierte seit 1637 an der Universität Königsberg, wurde dort Magister und wechselte 1641 an die Universität Rostock. Er absolvierte eine Bildungsreise, die ihn nach Sorau, Kopenhagen, Stockholm, Uppsala, Lübeck, Hamburg, Bremen, Franeker, Leiden und Utrecht führte. Zurückgekehrt in sein Vaterland wurde er 1645 Archidiakon in Marienwerder, 1646 Inspektor der Schulen und Assessor am Pomesanischen Konsistorium in Saalfeld, 1657 Pastor, Inspektor und Superintendent der evangelischen Diözese Marienburg bei Elbing.
Nachdem das Gebiet von den Schweden wieder verloren war, wurde er 1661 Superintendent in Wismar. Von dort aus graduierte er 1663 zum Lizentiaten und 1665 Doktor der Theologie an der Universität Greifswald. Ebenfalls 1665 wechselte er als Hauptpastor an der Hauptkirche Sankt Katharinen in Hamburg und wurde 1679 dort Senior des Geistlichen Ministeriums.
Von Klugs sechs Kindern ergriffen Christian Klug und Johann Jakob Klug ebenfalls den Beruf eines Theologen. Am 8. Mai 1671 ehelichte seine Tochter Anna Maria Klug seinen Nachfolger im Amt des Seniors Samuel Schultze.

## Werkauswahl
- Ideam Biblicam
- Speculum Mortalitatis
- Harmoniam Evangelistarum Chemnitio-Lysero-Gerhardinam in tabulas redactam
- Oporthecam Logicam
- Heptalogum Christi
- Christolognosiam